# 1907 no desporto

## Eventos
- Lucien Petit-Breton vence a 5ª edição da Volta à França.

### Futebol
- Primeiro jogo de futebol entre Benfica e Sporting, com vitória leonina por 2-1.
- O clube de futebol Helsingborgs IF é fundado na cidade de Helsingborg, na Suécia.
- O Botafogo de Futebol e Regatas vence o seu primeiro Campeonato Carioca
- Fundação do Leixões Sport Club
- Criação do clube de Futebol Fenerbahçe Spor Kulübü

### Xadrez
- 8 de abril - Emanuel Lasker vence Frank Marshall e mantém o título de campeão mundial de xadrez.[1]
- 16 de maio a 17 de junho - Siegbert Tarrasch vence o Torneio de xadrez de Oostende.[2]
- 20 de agosto a 17 de setembro - Akiba Rubinstein vence o Torneio de xadrez de Carlsbad.[3]

## Nascimentos
| Data           | Nome                    | Profissão            | Nacionalidade | Observações | Ref   |
| -------------- | ----------------------- | -------------------- | ------------- | ----------- | ----- |
| 14 de julho    | Chico Landi             | automobilista        | Brasil        | m. 1989     | [ 4 ] |
| 28 de julho    | Melitta Brunner         | patinadora artística | Áustria       | m. 2003     | [ 5 ] |
| 26 de agosto   | Karen Simensen          | patinadora artística | Noruega       | m. 1996     | [ 6 ] |
| 9 de Novembro  | Valdemar Cabral Caracas | dirigente desportivo | Brasil        | m. 2013     | [ 7 ] |
| 13 de novembro | László Szollás          | patinador artístico  | Hungria       | m. 1980     | [ 8 ] |

## Mortes
| Data | Nome | Profissão | Nacionalidade | Observações | Ref |
| ---- | ---- | --------- | ------------- | ----------- | --- |